# 外角定理
外角定理，通常是指三角形中，任一角的外角，多於或等於另兩角的和。外角定理也可以擴充到任意多邊形中：
在歐幾里德幾何中，任意多邊形的外角和，等於一周角。

## 證明
透過把n多邊形切割成n-2個三角形，可以求得多邊形的內角和。因為一對內外角相加為一平角，將邊數n乘上平角，扣掉內角和，即為外角和。
1. ↑  Robin, Hartshrone. . : 321 Corollary 35.3. ISBN 9780387986500.